# Соколівський повіт (Російська імперія)
Соколівський повіт (рос. Соколовский уезд, пол. Powiat sokołowski) — адміністративно-територіальна одиниця Сідлецької губернії Королівства Польського Російської імперії. Існував у 1867—1918 роках. Адміністративний центр — місто Соколів. Площа становила 1134,4 версти².

## Положення
Повіт розташовувався у північно-східній частині Сідлецької губернії. Обіймав площу 1134,4 версти². Територія належала до басейну Західного Бугу. Межував на півночі по Бугу з Островським повітом Ломжинської губернії, на сході також по Бугу — з Більським повітом Гродненської губернії, на півдні — з Костянтинівським і Сідлецьким повітами, на заході — з Венгрівський повітом.

## Історія
Соколівський повіт утворений у 1867 році шляхом виділення північної частини зі складу Сідлецького повіту Сідлецької губернії. Припинив існувати після розпаду Російської імперії й утворення незалежної Польщі.

## Адміністративний поділ

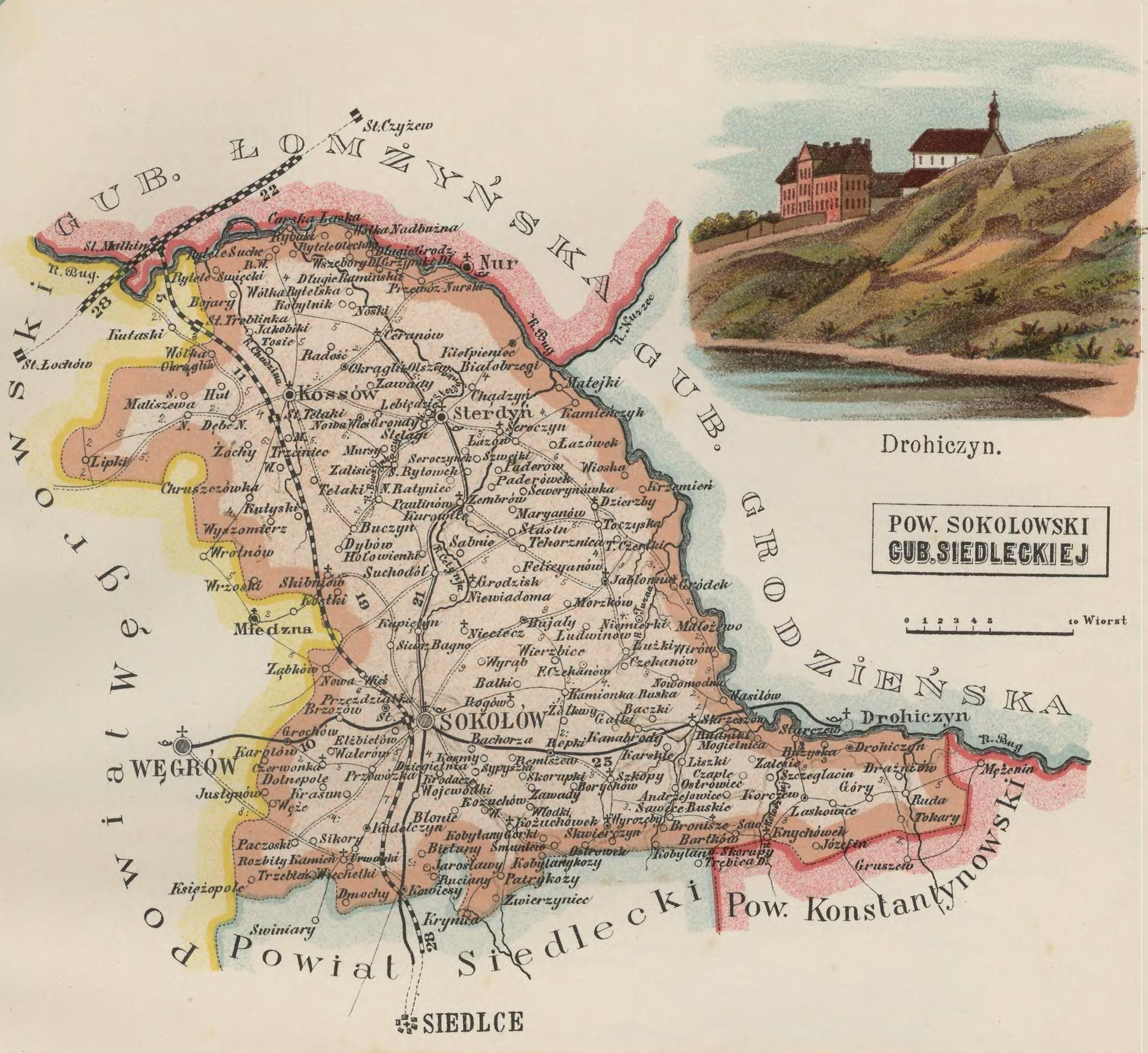
Мапа Соколівського повіту, 1907 рік

Станом на 1913 рік повіт складався з 12 гмін:
- Вироземби — с. Вироземби,
- Грозов — с. Червонка,
- Ковеси — с. Беляни,
- Корчев — с. Лясковиці,
- Косів — с. Косів,
- Кудельчин — с. Пшивузкі,
- Ольшев — с. Ольшев,
- Репки — с. Репки,
- Сабне — с. Сабне,
- Стердинь — пос. Стердинь,
- Хрущевка — с. Хрущевка,
- Яблонна — с. Яблонна.

## Населення
У 1867 році в повіті проживало 45 955 осіб.
За даними етнографічної експедиції 1869—1870 років під керівництвом Павла Чубинського, у повіті проживав 4431 українськомовний греко-католик. Поселення, у яких здебільшого проживали греко-католики, що зберегли українську мову: Головеньки, Гродиськ, Городок, Моложево, Рінко, Рогів, Собно, місто Соколів.
1878 року населення повіту становило 59 408 осіб (28 533 чоловіків, 30 875 жінок). Розподіл за конфесіями у 1878 році: 46 197 католиків, 5860 православних, 6545 євреїв, 805 протестантів. У 1885 році в повіті налічувався 61 941 мешканець.
За переписом населення Російської імперії 1897 року в повіті проживало 68 013 осіб (33 789 чоловіків і 34 224 жінок). Найбільше місто — Соколів (7265 осіб). Розподіл населення за мовою згідно з переписом 1897 року:
| Мова       | Осіб   | Відсоток |
| ---------- | ------ | -------- |
| польська   | 58 147 | 85,49 %  |
| єврейська  | 8 600  | 12,64 %  |
| російська  | 549    | 0,81 %   |
| німецька   | 375    | 0,55 %   |
| українська | 301    | 0,44 %   |
| інші       | 41     | 0,06 %   |
| Разом      | 68 013 | 100 %    |

У 1901 році укладено 403 шлюби, народилося 2407 дітей, померло 1526 осіб, природний приріст становив 881 особа. Безземельних сімей було 1543 (7082 особи). У 105 поселеннях повіту проживала дрібна шляхта.

## Промисловість
Землі 115 447 десятин, з них належали дрібній шляхті — 43 193 десятин, дворянам — 37 096 десятин, селянам — 31 137 десятин, державні — 151 десятина, міста — 2796 десятин, посади — 51 десятина, інші власники — 1023 десятин. Під садибами було 3695 десятин, орних — 58 833 десятин, лугових — 11 261 десятина, пасовищних — 12 168 десятин, лісних — 23 683 десятин, незручних — 5807 десятин.
У 1901 році посівна площа становила 36 561 десятина, з яких було зібрано 1 540 525 пудів. Під картоплею було 7855 десятин, викопано 4 275 774 пудів, під льоном — 194 десятин, насіння зібрано 8246 пудів і волокна 4019 пудів, під коноплею — 287 десятин, насіння зібрано 6261 пуд і волокна 9134 пудів. Лугів — 10 368 десятин, з них 3424 заливних, сіна скошено 1 396 978 пудів. Під кормовими травами — 6753 десятин, з яких зібрано 996 663 пудів.
Скотарство було розвинене слабко, майже не забезпечувало потреб сільського господарства. Загальна кількість худоби становила 94 172 голів, з них коней — 10 773, рогатої худоби — 33 199, овець — 34 535, свиней — 15 665.
Значний відсоток населення відправлявся на заробітки в інші губернії та за кордон. Промисли були нерозвинені. Налічувалося 98 фабрик і заводів, на яких працювало 553 осіб. У 1901 році сума виробництва становила 1 012 383 рублів. У повіті була значна кількість бурякових плантацій. Діяв єдиний у губернії цукровий завод, на якому працювало 635 осіб, сума виробництва становила 800 тис. рублів.

## Інфраструктура
На 1904 рік у повіті діяли 27 початкових училищ, 4 школи грамоти, церковнопарафіяльна школа, канторат, хедер, 2 приймальні покої. Через повіт проходила лінія Привіслянської залізниці. У релігійному плані Соколівський повіт належав до Соколівського деканату Люблінської дієцезії Римо-католицької церкви, до нього входило 13 парафій. Православне благочиння на території повіту налічувало 8 парафій (Челомиї, Городок, Гродиськ, Голубля, Рогів, Серочин, Соколів, Шкопи).